# Блументалс, Арвид
Арвид фон Блументалс, известен как Крокодил Гарри (латыш. Arvīds Blūmentāls; 19 марта 1925 года, Дундага, Латвия — 13 октября 2006 года, Австралия) — латышский охотник.

## Биография
Родился в 1925 году в деревне Будены, уезд Дундага, в семье земледельцев и моряков. Учился в Тальсской гимназии, в 1942 году добровольно вступил в 25-й батальон шуцманшафта, позже в Латышский легион СС. В 1944 и 1945 годах был ранен. В конце войны около Берлина попал в советскую оккупационную зону, но сбежал в американскую зону. Учился в сельскохозяйственной школе Альтерфраде. В 1947 году поступил во Французский иностранный легион.
В 1951 году переехал жить в Австралию. В 1956 году в дождевых лесах Северного Квинсленда начал заниматься охотой. Рассказывал, что за всю свою жизнь в Северной территории и Квинсленде убил примерно 10 тысяч или даже 40 тысяч крокодилов. Когда в 1968 году австралийское правительство запретило охоту на крокодилов, Блюменталь отправился на опаловые копи недалеко от городка Кубер-Педи в центре страны. Женился на немецкой певице Марте, в одной из шахт он обустроил дом, украшенный опалами, который называл "Гнездо крокодила" (Crocodile’s Nest).
Ушел из жизни 13 октября 2006 года в больнице города Кубер-Педи в штате Южная Австралия.

## Память
- По одной из версий прототипом героя фильмов «Данди по прозвищу «Крокодил»» (1986), «Крокодил Данди 2» (1988) и «Крокодил Данди в Лос-Анджелесе» (2001) стал А. Блументалс[2][3][4].
- Ивар Селецкис снял фильм «Gājiens ar krokodilu» (1995 год) про Блументалса.
- В Дундаге в память о А. Блументалсе установлен памятник в виде крокодила.
- Восковая фигура Арвида Блументалса находится в Лондоне.
- Про Арвида Блументалса снято 20 документальных фильмов[5].